# Rocío de la Villa

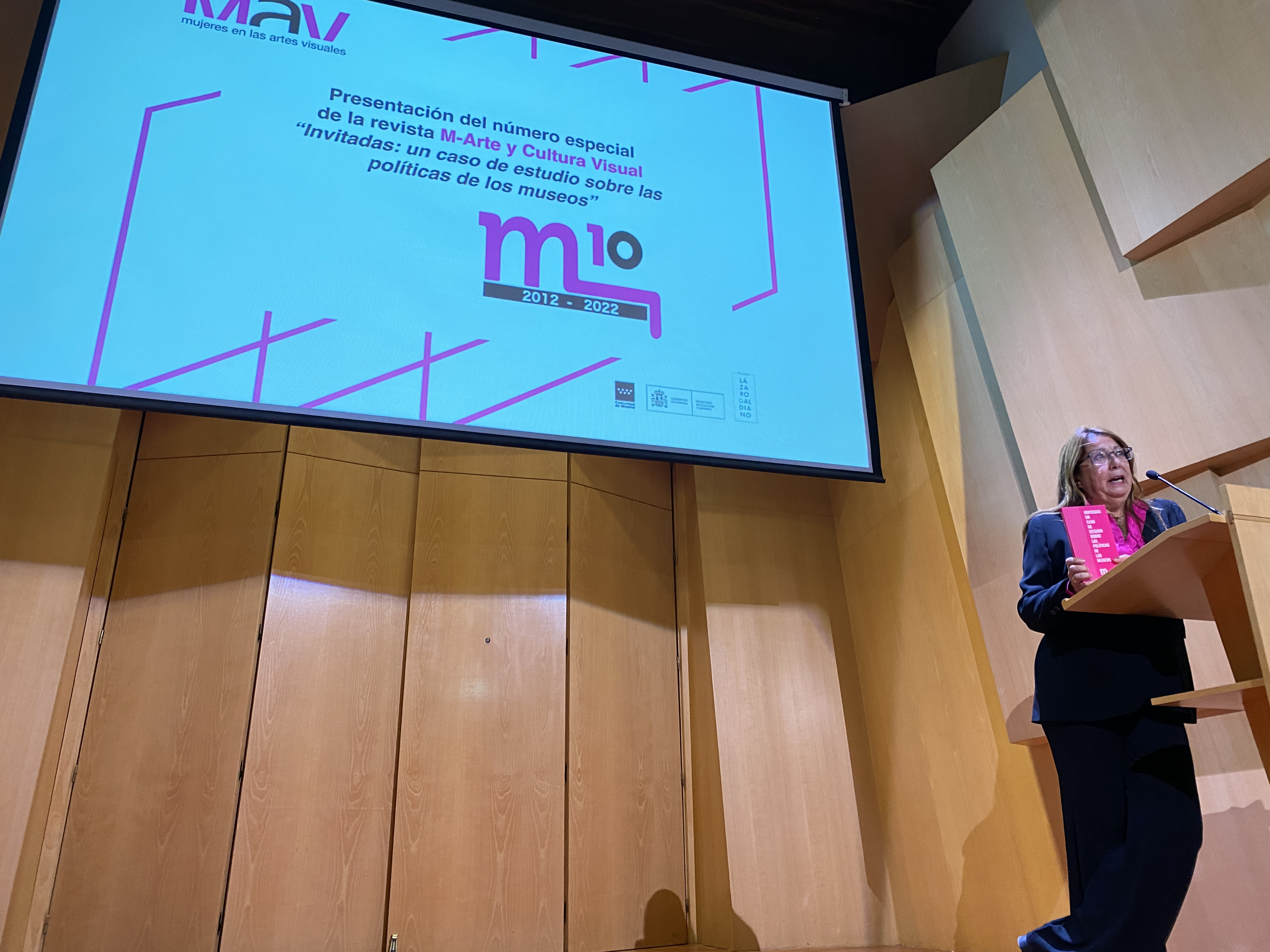
En el Museo Lázaro Galdiano, en la conmemoración de los 10 años de la revista M- Arte y Cultura Visual, Madrid 2022

Rocío de la Villa Ardura (Madrid, 16 de junio de 1959) es una feminista investigadora española especialista en arte contemporáneo y estudios de género en relación con las prácticas artísticas contemporáneas. Es crítica de arte y comisaría independiente. Ha editado y colaborado en la edición de distintos catálogos y publicaciones relacionados con el arte y el papel de la mujer dentro del mundo artístico. Catedrática de Estética y Teoría de las Artes de la Universidad Autónoma de Madrid desde el año 2021. Comisaria de la exposición Maestras en el Museo Thyssen de Madrid en 2023.

## Trayectoria
Es licenciada en Filosofía y Letras (1982) y doctora en Estética y Teoría de las Artes por la Universidad Autónoma de Madrid (1987). Ejerce la docencia como profesora titular de Estética y Teoría del Arte de la misma universidad. En el año 2021 obtiene la Cátedra de Estética y Teoría del Arte. Además imparte clases en el Máster de Historia del Arte Contemporáneo y Cultura visual que ofrece el Museo Reina Sofía. También da clases en el Máster de Estudios Interdisciplinares de Género del Instituto de Estudios de la Mujer.
Fundadora en el año 2009 de la asociación MAV, Mujeres en las Artes Visuales, de la cual ha sido presidenta entre los años 2009 y 2012. Continúa su vinculación activa formando parte del comité de asesoras de dicha asociación y dirigiendo la revista en línea M-arteyculturavisual. Dicha revista periódica es una plataforma que forma parte de las actividades de la asociación Mujeres en las Arte Visuales (MAV).
Fundadora en el año 2014 de la Asociación Española de Estética y Teoría de las Artes Seyta para el fomento de la actividad productora, investigadora y difusora en estética y teoría del arte. Asociación de la que ha sido presidenta hasta el año 2016. Dicha asociación edita la revista científica Laocoonte con el fin de divulgar la investigación y la reflexión científica en el campo de la Estética.
Ha dirigido diferentes ciclos y conferencias entre los que podemos destacar el primer Congreso Europeo de Estética celebrado en Madrid (2011), el ciclo de conferencias Heroínas y el simposio Agencia feminista y empowerment en artes visuales, ambos celebrados en el Museo Thyssen-Bornemisza. También organizó, junto con el profesor Jesús Carrillo Castillo las primeras Jornadas sobre Arte y Mujer (Contraposiciones. Mujeres en el arte actual) en la Universidad Autónoma de Madrid (2001).
En 2014 fue premiada con el Premio MAV en la modalidad de Crítica de arte.
Miembro del jurado del Premio Nacional de Artes Plásticas del Ministerio de Cultura español en el año 2016.

## Publicaciones

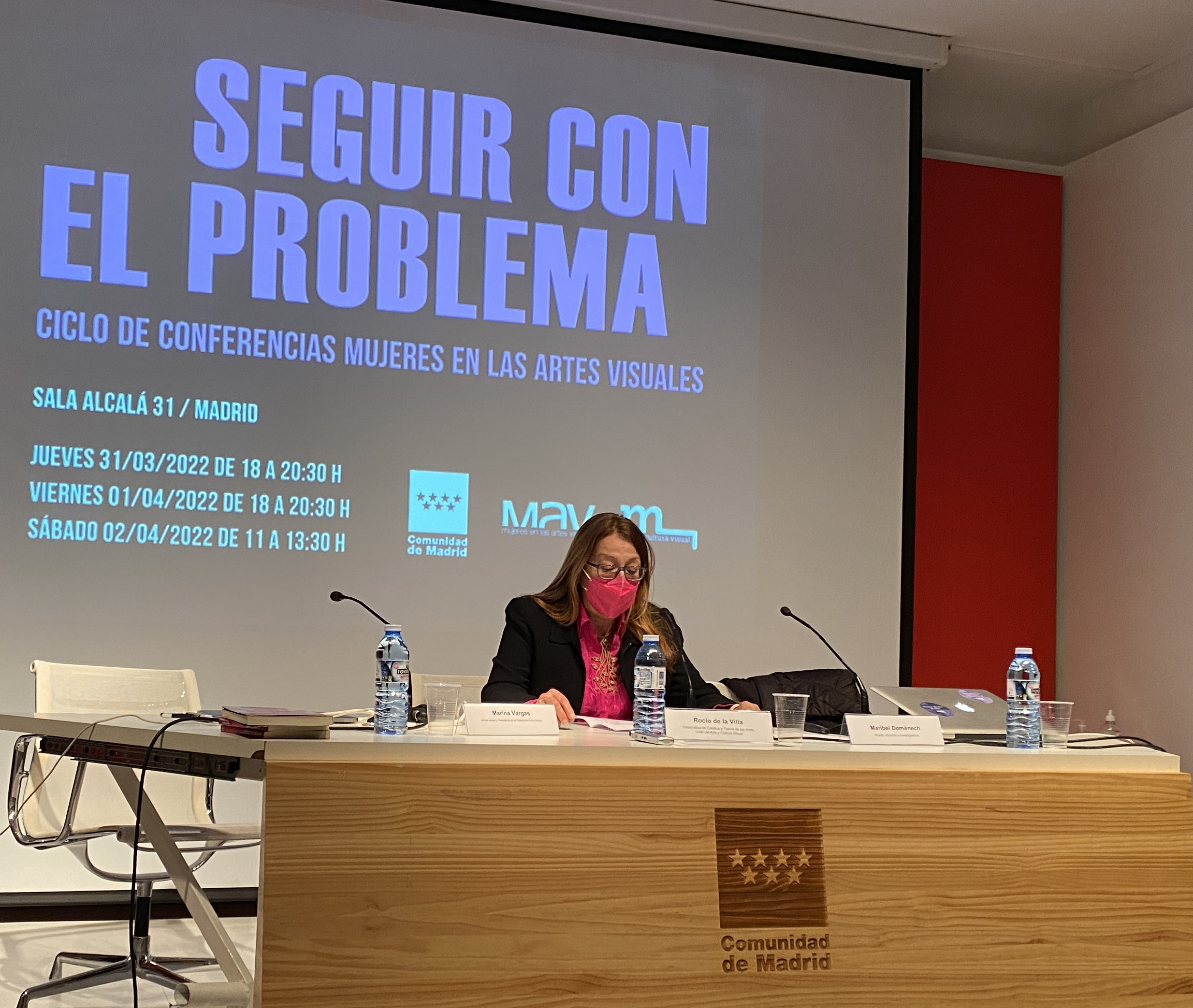
Presentando en Madrid las jornadas ""seguir con el problema" organizadas por la revista M Arte y Cultura Visual. el año 2022

Como crítica de arte colabora periódicamente en Cultura/s del diario La Vanguardia de Cataluña, en El Cultural del diario El Mundo y otras revistas especializadas en arte contemporáneo como: Ars Magazine, ExitBook, ExitExpress, Dardo Magazine, Revista Matador, etc.
Ha escrito y co-editado publicaciones como:
1. De la pintura y otros escritos sobre arte. Traducción de los textos de León Battista Alberti (De Pictura, De Statua, De Re Aedificatoria [selección]). (Tecnos, 1999)
2. Guía del usuario de arte actual (Tecnos, 2003),
3. Guía del Arte hoy (Tecnos, 2003) o
4. Mujeres en el sistema del arte en España (EXIT/MAV, 2012).[12]

En 2012 fundó y, desde entonces, dirige la revista en línea M-arteyculturavisual.
Ha contribuido a la interpretación de la obra de artistas mujeres en numerosos catálogos individuales y colectivos, como Cien años en femenino, Genealogías feministas en el arte español: 1960-2010 e In-Out House. Circuitos de género y violencia en la era tecnológica.

## Exposiciones comisariadas
Como comisaria de exposiciones, uno de sus proyectos más emblemáticos es la programación en el Museo Thyssen de Madrid, cada año en el mes de marzo, una exposición individual de una artista que establezca un diálogo con algún artista de la colección del Museo. Inició este proyecto el año 2018 con Paloma Navares, seguida el año siguiente con un diálogo entre las artistas Cristina Lucas y Eulalia Valdosera titulada Patriarcado en el año 2019, en el año 2020 la exposición de la artista Chechu Alava, en 2021 de la artista Marina Nuñez.
Organizó en el año 2001 la exposición de Victoria-Encinas.titulada  Non Erectus en la Sala Alameda de Málaga, las exposiciones colectivas Revuelta e In/Habitantes en el Centro de Arte Joven de Madrid (2002) y Extraversiones (2003) también en la Sala Alameda. En el marco del XXV Aniversario del Instituto de Estudios de la Mujer de la UAM (2004) llevó a cabo la organización del programa de videoarte feminista MICRONARRACIONES. También ha organizado la XVII edición de Circuitos 2005. Artes Plásticas y Fotografía y la exposición de Creación Injuve. 2011 del Instituto de la Juventud.
En 2015 comisarió la exposición retrospectiva de la artista Marisa González. Registros Domesticados en las salas de La Principal Tabacalera (Promoción del Arte) del Ministerio de Educación, Cultura y Deportes. Dicha exposición itineró en 2016 al emblemático edificio contemporáneo (obra del arquitecto portugués Álvaro Siza), el Museo CGAC Centro Gallego de Arte Contemporáneo, dirigido por Santiago Olmo, en este espacio la exposición adquirió una nueva lectura en perfecto diálogo con el entorno. En el año 2019, una nueva versión titulada "Registros domesticados (Women)" constaba de una selección de los trabajos de González sobre la mujer, esta exposición se llevó a cabo en la Sala Amós Salvador de Logroño.
En el año 2018 comisarió en la sala Kubo Kutxa (obra del arquitecto Rafael Moneo) de San Sebastián la exposición de Paloma Navares titulada "Iluminaciones". 
En Valencia, en el año 2020, comisarió la exposición con el título "acciones cotidianas" de Maribel Doménech en el Centro El Carmen del Museo IVAM de Valencia.

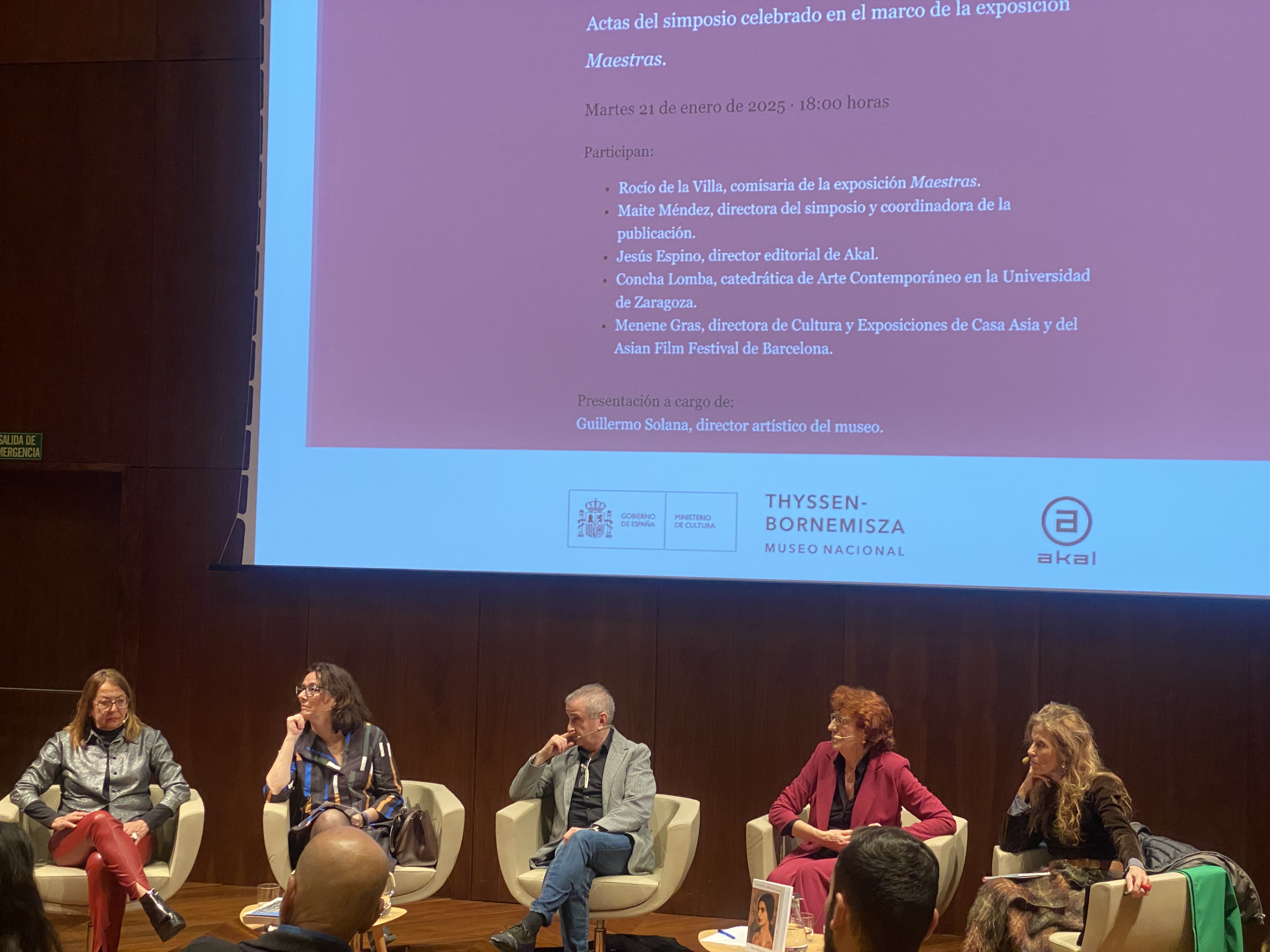
Rocio de la Villa en el Museo Thyssen de Madrid en Cruce de Culturas, de la exposición Maestras.

En 2023 fue la comisaria de la exposición "Maestras" en el Museo Nacional Thyssen-Bornemisza con más de con más de cien piezas entre pinturas, esculturas, obras sobre papel y textiles de artistas olvidadas, ocultadas, silenciadas, borradas a lo largo de la historia. La exposición abarca desde finales del siglo XVI a la primera década del siglo XX reconquistando el imaginario y “Poniendo en positivo la otra mitad de la historia del arte”. "Maestras es una exposición feminista que supone un correctivo sin paliativos a los prejuicios derivados del patriarcado” señaló en su presentación.